# Atletica leggera ai Giochi della XXIV Olimpiade - Maratona femminile
La maratona ha fatto parte del programma femminile di atletica leggera ai Giochi della XXIV Olimpiade. La competizione si è svolta il 23 settembre 1988 nella città di Seul, con arrivo nello Stadio olimpico.

## Presenze ed assenze delle campionesse in carica
| Competizione        | Atleta            | Prestazione | Seul 1988  |
| ------------------- | ----------------- | ----------- | ---------- |
| Olimpiadi 1984      | Joan Benoit       | 2h24'52”    | Ritirata   |
| Commonwealth 1986   | Lisa Martin       | 2h26'07”    | Presente   |
| Goodwill Games 1986 | Nadezhda Gumerova | 2h33'55”    | Non selez. |
| Europei 1986        | Rosa Mota         | 2h28'38”    | Presente   |
| Asiatici 1986       | Eriko Asai        | 2h41'03”    | Presente   |
| Mondiali 1987       | Rosa Mota         | 2h25'17”    | Presente   |

## La gara
Le favorite sono Rosa Mota, Grete Waitz, Katrin Dörre e Lisa Martin.

A metà gara conduce un gruppo di nove atlete (1h22'20"), le favorite sono tutte lì. Dopo 30 km Grete Waitz si ritira a causa del riacutizzarsi di un infortunio al ginocchio.

Progressivamente il gruppo si riduce a quattro unità: Mota, Dörre, Martin e Polovinskaja. Al 36º km si sfila la Polovinskaja. Rosa Mota lancia il suo attacco a 4 km dalla fine; nessuna la va a prendere. Vince con 60 m di distacco sulla Martin e 150 sulla Dörre.

## Ordine d'arrivo
| Record mondiale      | Ingrid Kristiansen | 2h21'06" | Londra      | 21 aprile 1985  |
| Record olimpico      | Joan Benoit        | 2h24'52" | Los Angeles | 5 agosto 1984   |
| Capolista stagionale | Lisa Martin        | 2h23'51" | Osaka       | 31 gennaio 1988 |

Venerdì 23 settembre 1988, Stadio olimpico di Seul.
| Pos | Atleta                   | Paese            | Tempo    | Note                          |
| --- | ------------------------ | ---------------- | -------- | ----------------------------- |
|     | Rosa Mota                | Portogallo       | 2h25'40" |                               |
|     | Lisa Martin              | Australia        | 2h25'53" |                               |
|     | Katrin Doerre            | Germania Est     | 2h26'21" |                               |
| 4   | Tatjana Polovinskaja     | Unione Sovietica | 2h27'05" | Miglior prestazione personale |
| 5   | Youfeng Zhao             | Cina             | 2h27'06" | Miglior prestazione personale |
| 6   | Laura Fogli              | Italia           | 2h27'49" | Miglior prestazione personale |
| 7   | Danièle Kaber            | Lussemburgo      | 2h29'23" | Miglior prestazione personale |
| 8   | Maria Curatolo           | Italia           | 2h30'14" | Miglior prestazione personale |
| 9   | Zoja Ivanova             | Unione Sovietica | 2h30'25" |                               |
| 10  | Angie Pain               | Gran Bretagna    | 2h30'51" | [ 2 ]                         |
| 11  | Odette Lapierre          | Canada           | 2h30'56" | Miglior prestazione personale |
| 12  | Susan Tooby              | Gran Bretagna    | 2h31'33" | Miglior prestazione personale |
| 13  | Karolina Szabo           | Ungheria         | 2h32'26" |                               |
| 14  | Françoise Bonnet         | Francia          | 2h32'36" |                               |
| 15  | Lee Mi-Ok                | Corea del Sud    | 2h32'51" | Miglior prestazione personale |
| 16  | Raisa Smechnova          | Unione Sovietica | 2h33'19" |                               |
| 17  | Nancy Ditz               | Stati Uniti      | 2h33'42" |                               |
| 18  | Maria Rebelo Lelut       | Francia          | 2h33'47" |                               |
| 19  | Jocelyne Villeton        | Francia          | 2h34'02" |                               |
| 20  | Conceição Ferreira       | Portogallo       | 2h34'02" |                               |
| 21  | Kerstin Pressler         | Germania Ovest   | 2h34'26" |                               |
| 22  | Wanda Panfil             | Polonia          | 2h34'35" |                               |
| 23  | Antonella Bizioli        | Italia           | 2h34'38" |                               |
| 24  | Eriko Asai               | Giappone         | 2h34'41" |                               |
| 25  | Evy Palm                 | Svezia           | 2h34'41" |                               |
| 26  | Lizanne Bussieres        | Canada           | 2h35'03" |                               |
| 27  | Gabriela Wolf            | Germania Ovest   | 2h35'11" |                               |
| 28  | Kumi Araki               | Giappone         | 2h35'15" |                               |
| 29  | Misako Miyahara          | Giappone         | 2h35'26" |                               |
| 30  | Zhong Huandi             | Cina             | 2h36'02" |                               |
| 31  | Ellen Rochefort          | Canada           | 2h36'44" |                               |
| 32  | Susan Crehan             | Regno Unito      | 2h36'57" |                               |
| 33  | Carla Beurskens          | Paesi Bassi      | 2h37'52" |                               |
| 34  | Lorraine Moller          | Nuova Zelanda    | 2h37'52" |                               |
| 35  | Magda Ilands             | Belgio           | 2h38'02" |                               |
| 36  | Sissel Grottenberg       | Norvegia         | 2h38'17" |                               |
| 37  | Im Eun-Joo               | Corea del Sud    | 2h38'21" |                               |
| 38  | Marcianne Mukamurenzi    | Ruanda           | 2h40'12" |                               |
| 39  | Margaret Groos           | Stati Uniti      | 2h40'59" |                               |
| 40  | Cathy O'Brien            | Stati Uniti      | 2h41'04" |                               |
| 41  | Tuija Jousimaa           | Finlandia        | 2h43'00" | [ 3 ]                         |
| 42  | Sinikka Keskitalo        | Finlandia        | 2h43'00" |                               |
| 43  | Blanca Jaime             | Messico          | 2h43'00" |                               |
| 44  | Angélica de Almeida      | Brasile          | 2h43'40" |                               |
| 45  | Ludmilla Melicherova     | Cecoslovacchia   | 2h43'56" |                               |
| 46  | Ailish Smyth             | Irlanda          | 2h44'17" |                               |
| 47  | Genoveva Eichenmann      | Svizzera         | 2h44'37" |                               |
| 48  | Rosmarie Müller          | Svizzera         | 2h47'31" |                               |
| 49  | Pascaline Wangui         | Kenya            | 2h47'42" | Miglior prestazione personale |
| 50  | Apollinarie Nyinawabera  | Ruanda           | 2h49'18" |                               |
| 51  | Maryse Justin            | Mauritius        | 2h50'00" |                               |
| 52  | Michelle Busch           | Isole Cayman     | 2h51'30" |                               |
| 53  | Maria del Pilar Menendez | Guatemala        | 2h51'33" | Miglior prestazione personale |
| 54  | Juan Li                  | Cina             | 2h53'08" |                               |
| 55  | Linda Hunter             | Zimbabwe         | 2h53'17" | Miglior prestazione personale |
| 56  | Cornelia Melis           | Aruba            | 2h53'24" | Miglior prestazione personale |
| 57  | Marie Murphy             | Irlanda          | 2h54'37" |                               |
| 58  | Kriscia Garcia           | El Salvador      | 3h04'21" | [ 4 ]                         |
| 59  | Julie Ogborn             | Guam             | 3h06'05" |                               |
| 60  | Raj Kumari Pandey        | Nepal            | 3h10'31" | Miglior prestazione personale |
| 61  | Menuka Rawat             | Nepal            | 3h11'17" |                               |
| 62  | Arlene Vincent           | Grenada          | 3h23'56" |                               |
| 63  | Lourdes Klitzkie         | Guam             | 3h35'52" |                               |
| 64  | Mariana Ysrael           | Guam             | 3h42'23" |                               |
| -   | Grete Waitz              | Norvegia         | Rit.     |                               |
| -   | Agnes Pardaens           | Belgio           | Rit.     |                               |
| -   | Kim Mi-Kyong             | Corea del Sud    | Rit.     |                               |
| -   | Mar Mar Min              | Birmania         | Rit.     |                               |
| -   | Moe Bente                | Norvegia         | Rit.     |                               |
| -   | Birgit Stephan           | Germania Est     | NP       |                               |
| -   | Aurora Cunha             | Portogallo       | NP       |                               |
| -   | Katerina Pratsi          | Cipro            | NP       |                               |